# Râul Stana
Râul Stana este un curs de apă, singurul afluent (de stânga) al râului Cetății, care este al cincilea afluent de dreapta (din treisprezece) al râului Almaș, care este, la rândul său, al patrusprezecelea afluent de stânga din treizeci ai râului Someș.

## Generalități
Râul Stana izvorăște din Munții Meseș, se găsește integral în Județul Sălaj, nu are niciun afluent semnificativ, trece doar prin localitatea omonimă, Stana, vărsându-se în emisarul său, râu Cetății în dreptul aceleiași localități Stana.

## Hărți
- Harta interactivă - județul Sălaj  Arhivat în 5 septembrie 2009, la Wayback Machine.
- Trasee turistice județul Sălaj

## Alte referințe
- Harta interactivă - județul Sălaj